# Павловский, Евгений Владимирович
Евге́ний Влади́мирович Павло́вский (9 [22] апреля 1901, Москва — 10 августа 1989, Москва) — советский учёный-геолог, доктор геолого-минералогических наук, профессор, председатель Восточно-Сибирского филиала АН СССР (1954—1956), Заслуженный деятель науки РСФСР. Специалист в области тектоники и петрологии докембрия Восточной Сибири. Опубликовал многочисленные научные работы в области региональной геологии, геоморфологии, тектоники, геологии золота, специфики геологических особенностей слюдоносных и нефтеносных районов. Его исследования посвящены ранним стадиям развития Земли.

## Биография
Родился 9 (22) апреля 1901 года в городе Москве, в семье архивариуса Московского ипотечного банка Владимира Евгеньевича (1870—1939) и Софьи Васильевны (1870—1959).
В 1911—1918 годах учился в 5-й Московской гимназии.
В 1918 году поступил на естественное отделение физико-математического факультета Московского университета, однако, в трудных материальных условиях ему пришлось уйти работать счетоводом в Дорожный отдел Московского губернского Комитета государственных сооружений в городе Москва.
В феврале 1920 года был откомандирован учиться на геолого-разведочный факультет Московскую горную академию, ученик В. А. Обручева. В январе 1928 года защитил квалификационную работу по теме «Разведка фосфоритных месторождений Наро-Фоминского района, Рыжково-Потаповский участок», получил диплом горного инженера и был оставлен в аспирантуре.
В 1929 году был направлен в аспирантуру в Геологический институт АН СССР в Ленинграде, научный руководитель — В. А. Обручев. В 1932 году получил звание учёного специалиста (учёные степени тогда ещё не ввели).
В 1932—1941 годах работал старшим научным сотрудником Института геологических наук АН СССР в Ленинграде (до 1934) и Москве.
В 1934—1936 годах проводил научные исследования по геологии Прибайкалья.
В 1935 году, по совокупности научных трудов, присуждена ученая степень кандидата геолого-минералогических наук.
С 1939 года принимал участие в составлении многотомной «Геологии СССР», был членом редколлегии по составлению геологической карты СССР.
В мае 1941 года в Геологическом институте АН СССР защитил докторскую диссертацию, посвященную Байкальской горной области. Был откомандирован в Восточно-Сибирский геологический трест начальником партии. В 1943—1947 годах — главный геолог Алданской экспедиции треста «Сибгеолруд».
В 1945 году вместе с семьей переехал в Иркутск.
С мая 1946 по 1952 год — профессор кафедры исторической геологии Иркутского государственного университета им. А. А. Жданова.
В 1948—1952 годах учился в Иркутском вечернем университете марксизма-ленинизма.
В 1950 году Е. В. Павловский был приглашен в Восточно-Сибирский филиал АН СССР. Стоял у истоков организации Института земной коры и формирования его основных научных направлений. Был первым руководителем сектора общей геологии и полезных ископаемых.
В 1954—1956 годах — председатель Президиума Восточно-Сибирского филиала АН СССР.
В 1956 году был переведён в Геологический институт АН СССР, занимался изучением тектоники внеальпийской Европы, и проработал до конца 1980 года.
В 1969 году по инициативе Е. В. Павловского и при его непосредственном научном руководстве была подготовлена и проведена, на базе Института земной коры СО АН СССР, 12-я Байкальская сессия Международной ассоциации по геологическому изучению глубинных зон земной коры (АZOPRO).
В 1971 году в Иркутском государственном университете прочитал спецкурс лекций по теме «Гранитообразование и тектоногенез».
Скончался 10 августа 1989 года в Москве.

## Семья
- Сестра — Софья (1904—1937)
- Брат — Владимир (род. 1909) — научный сотрудник.

Жена — Фролова Наталия Васильевна (1907—1960), соученица по Московской горной академии, геолог, основатель Восточно-Сибирской (Иркутской) петрографической школы.
- дочь — Елена (род. 1926), врач.

Жена — Исрафилова Менжинан Борисовна (род. 1941) — педагог.

## Награды и премии
- 1946 — Медаль «За доблестный труд в Великой Отечественной войне 1941—1945 гг.» за промышленное освоение Алданского месторождения слюды-флогопита.
- 1960 — Почётная грамота Верховного Совета Бурятской АССР, за успехи в деле изучения недр Бурятской АССР.
- 1962 — Заслуженный деятель науки РСФСР, в связи с большими заслугами в области Геологических наук (К 60-летию и 35-летию научной деятельности)[3].
- 1970 — Медаль «В ознаменование 100-летия со дня рождения Владимира Ильича Ленина».
- 1975 — Орден «Знак Почёта».
- 1976 — Юбилейная медаль «Тридцать лет Победы в Великой Отечественной войне 1941—1945 гг.».

## Членство в организациях и обществах
- 1951 — Иркутский областной комитет сторонников мира.
- 1955 — Депутат Иркутского областного совета депутатов трудящихся (до 1956)
- 1957 — член руководящего Комитета Международной ассоциации по изучению глубинных зон земной коры (AZOPRO), представитель от СССР.
- 1958 — Геологическое общество Франции.
- 1974 — Геологическое общество Бельгии.
- Всесоюзное общество «Знание»

## Память
В честь учёного был назван минерал:
- Павловскиит (Pavlovskyite)— редкий силикат кальция, открыт в 2010 году в Приольхонье (Западное Прибайкалье).